# Чончон
Чончон — (или туэ́-туэ́) мифическая птица из легенд индейцев-мапуче (живущих в южных регионах Аргентины и Чили).
Согласно мифам, чончон — это калку (колдун, практикующий чёрную магию, в мапучской мифологии), принявший с помощью магии облик этого существа. Мапуче считали, что некоторые искусные калку могут приготовить особое зелье, которым затем смазывают горло; действие этого зелья якобы помогает отделить голову от тела, и именно это голова и становится чончоном. Сам чончон якобы имеет форму человеческой головы, покрытой перьями, с когтями, растущими из подбородка, и крыльями, в которые превращаются сильно увеличивающиеся уши. Считалось, что чончоны обычно летают в безлунные ночи и обладают большой магической силой, а увидеть их могут только другие калку или иные волшебники, если только сами чончоны не хотят, чтобы их видели. Во время своего полёта они якобы издают крики «туэ-туэ-туэ».
В мифологии мапуче чончон считается злым существом, которое пьёт по ночам кровь спящих людей и причиняет им разнообразные несчастья.